# Im Schloß

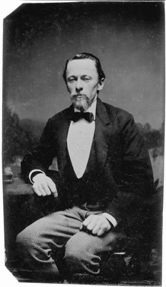
Theodor Storm in den 1860er Jahren

Im Schloß ist der Titel einer Novelle Theodor Storms, die 1862 in der Zeitschrift Die Gartenlaube erstmals gedruckt wurde.
Sie schildert eine Liebesbeziehung zwischen einem Lehrer aus dem Bürgertum und einer adligen Schlossherrin, die sich im Laufe der Zeit zu einer modernen Weltsicht durchringt.
Mit dem bekenntnishaften Werk zog Storm eine erste Bilanz seines Lebens und trat für die Aufhebung der Standesunterschiede ein. Zu den politischen und sozialen Überlegungen der Erzählung gesellen sich religionskritische Passagen, die bis zur Abkehr vom tradierten Christentum reichen.
Die bereits 1853 geplante, von Optimismus geprägte Geschichte gehört zu den Schlüsseltexten seines mittleren Werkes und wurde beim Erstdruck ohne sein Wissen zensiert.
Neben intertextuellen Bezügen zu E. T. A. Hoffmanns Erzählung Das Majorat gibt es eine Textanalogie zu seiner mehr als zehn Jahre zuvor erschienenen Novelle Immensee.

## Form und Inhalt
Wie so oft teilte Storm seine Novelle in eine Rahmen- und Binnenhandlung ein, in der die Schlossherrin Anna ihre Erinnerungen in der Ich-Form niederschreibt. Diese Binnenerzählung des Kapitels Die beschriebenen Blätter wird ihrerseits durch eine weitere Handlung unterbrochen, nachdem Anna ihrem Cousin Rudolf die Aufzeichnungen überreicht hat, das Geschriebene durchdenkt und sich an weitere Details erinnert, bis es zur Schlusswendung kommt.
Hinter einem Tannenwald, etwa eine Viertelstunde vom Kirchhof eines namenlosen Dorfes entfernt, liegt das Schloss mit seinem parkartigen Garten. Lange Zeit diente es einem reichsgräflichen Geschlecht als Jagdschloss, bis der standesbewusste Vater der Protagonistin, ein ehemaliger Gesandter, es übernimmt und dort mit ihr, ihrem etwa neun Jahre jüngeren kränklichen Bruder Kuno sowie ihrem Onkel einzieht, der naturkundlichen Studien nachgeht. Das Verhältnis zum standesbewussten Vater ist distanziert, während es ihrem aufgeklärt-philanthropischen Oheim gegenüber umso inniger ausgelebt wird. Bei ihren Unterhaltungen zeigen sich seelische und weltanschauliche Unterschiede. So erzählt er ihr das Märchen von der Frau Holle und spricht vom Freischütz, hält aber nichts von ihrer Begeisterung, will die Anatomie einer Fliege erklären und ihren Sinn auf seine Naturstudien lenken, für die Anna sich nicht interessiert.
Das Mädchen hat keine Spielgenossen, fühlt sich aber nicht allein, da sie den „liebe(n) Gott“ in ihrer Nähe weiß, den sie sich nach einem Bild in der Kirche als einen Mann mit weißem Bart in einem weiten blauen Mantel vorstellt. Während sie in der Bibliothek ihrer Lesewut nachgeht, bestaunt sie im großen Rittersaal die Gemälde der verblichenen Adligen. Dort entdeckt sie irgendwann das Bild eines etwa zwölfjährigen Jungen, der sich mit seiner schmucklosen Kleidung und einem auf seine geringe Herkunft deutenden Sperling in der Hand von der „schweigenden Gesellschaft“ der Vornehmen abzuheben scheint. Als sie sich häufiger mit dem ihr trotzig entgegenblickenden Knaben befasst, nimmt sie einen leidenden Zug an ihm wahr, verfällt in Schwärmerei und küsst das Bild.
An ihrem vierzehnten Geburtstag schickt ihr Vater sie für drei Jahre zu ihrer Tante in die Stadt, wo sie ihre Träume vergessen und ernsthafte Studien betreiben soll. Einzig der Musikunterricht macht ihr den Aufenthalt in der profanen Umgebung erträglich. Nach ihrer Rückkehr dauert es nicht lange, bis der Hauslehrer Arnold sich im Schloss einquartiert, um ihrem Bruder Privatunterricht zu erteilen. Arnold ist ein sensibler Mann aus dem Bürgertum, der gut singen und Klavier spielen kann. So hilft er ihr und einer Gesangspartnerin aus der Stadt eines Nachmittags, ein Duett Robert Schumanns einzustudieren, mit dem die beiden Schwierigkeiten haben, begleitet es und singt später ein italienisches Volkslied. Die Gespräche mit ihm und dem abgeklärt und wissenschaftlich orientierten Oheim verändern schrittweise ihre Weltsicht. Als sie die dritte Strophe des Chorals Wie schön leuchtet der Morgenstern von Philipp Nicolai vor sich hin singt, „Geuß sehr tief.../ Die Flammen deiner Liebe“, unterbricht er sie mit desillusionierenden Ausführungen über die Grausamkeit der Natur und die psychologischen Ursprünge der Liebe, die nichts weiter sei „als die Angst des sterblichen Menschen vor dem Alleinsein.“ Sie ist erschüttert und sieht noch am selben Tag, wie eine Katze mit einer Maus spielt und mit dem noch lebenden Opfer davonspringt. Etwas später trifft sie Arnold, der ihr verständnisvoll erklärt, dass ihre Gottesvorstellung kindlich sei und man die Worte der Bibel anders interpretieren könne. Er äußert sich kritisch über die Vorstellung des Adels, von Standes wegen den übrigen Menschen überlegen zu sein. Als er ihr ein Liebeslied singt, ahnt sie, dass ihr die Worte gelten:
Als ich dich kaum gesehn,

Mußt es mein Herz gestehn,

Ich könnt dir nimmermehr

Vorübergehn.

Fällt nur der Sternenschein

Nachts in mein Kämmerlein,

Lieg ich und schlafe nicht,

Und denke dein.
Arnolds Familie wohnt seit Generationen in der Umgebung des Schlosses. Bei einem Spaziergang besuchen sie das alte Familiengut, einen Bauernhof, auf dem noch seine Großmutter lebt. Seitlich des Hauptgebäudes befindet sich der „Bienenhof“, den sein Vater in jungen Jahren angelegt hat, der aber nicht mehr betrieben wird. Als Kind habe er von dort kommend auf einer großen Wiesenfläche mit seinem Vetter gespielt, durchs Gebüsch und über einen sumpfigen Boden einen dichten Laubwald erreicht und dabei den schnell voranschreitenden Vetter verloren. Auf einer Lichtung sei er von „einem Gefühl unendlicher Einsamkeit“ übermannt worden und habe auf einem Baumstumpf eine grün schillernde Eidechse erblickt.
Als Arnolds Gesicht sie eines Tages an den Jungen mit dem Sperling erinnert und sie ihn darauf anspricht, schließt er nicht aus, dass er ein Nachfahre des trotzig blickenden Prügelknaben ist. Da Kunos Zustand sich weiter verschlechtert und der Unterricht nicht fortgesetzt werden kann, gibt der Hauslehrer die Anstellung auf und lässt Anna in der Einsamkeit des Schlosses zurück.
Im weiteren Verlauf zwingt ihr Vater sie in eine standesgemäße Ehe. Sie wird schwanger, das Kind verstirbt aber kurze Zeit nach der Geburt. Da ihre Neigung zu Arnold an die Öffentlichkeit dringt und getuschelt wird, kommt es zur Scheidung, der düstere Tage folgen. Als Rudolf, der ihre Blätter gelesen hat, sie fragt, ob ihr verstorbenes Kind die Frucht der Liebesbeziehung mit Arnold sei, ruft sie wütend: „Nein Rudolf [...] leider nein!“
Sie schickt ihren Cousin fort und versucht über Briefe die Beziehung zu ihrem Mann erneut aufzunehmen. Da erfährt sie, dass er gestorben ist, und fühlt sich nun frei für Arnold, mit dem sie endlich zusammenleben kann. Sie zieht mit ihm in die Stadt, während ihr Oheim die Verwaltung des Schlosses übernimmt. In der letzten Szene stehen sie selig unter dem Bild des Prügeljungen, der auf sie herabblickt wie auf die „Kinder einer andern Zeit.“

## Entstehung und Veröffentlichung

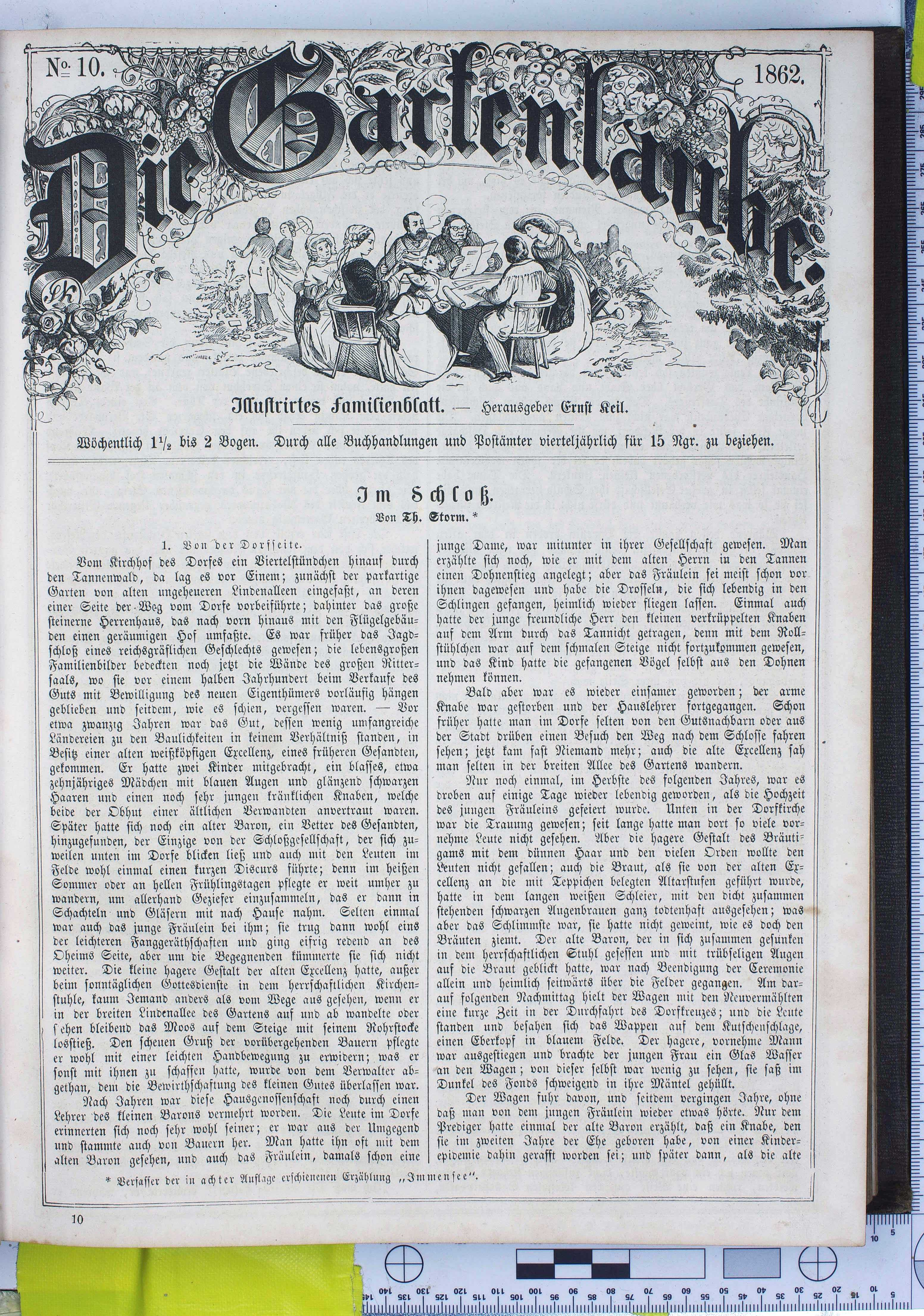
Die Gartenlaube, 1862

Storm schrieb die Novelle während seiner Tätigkeit als Kreisrichter in Heiligenstadt.
Wie aus einem Brief an Theodor Fontane ersichtlich, plante er das Werk bereits seit 1853. Am 28. Oktober schrieb er, die Anregung sei von einem alten Müller aus der Umgebung von Segeberg ausgegangen, der ihm während eines Spaziergangs „auf der sonnenbeschienenen hochliegenden Heide“, von „der geheimen Geschichte eines alten Gutes“ und „einer schönen vornehmen Frau“ erzählt habe. Nach einer langen Überarbeitung konnte er sie erst 1861 in Angriff nehmen. Zuvor hatte er Veronica beendet, deren Konzept sich mit Im Schloß stellenweise überschneidet. Die Protagonistin der kurzen Novelle verweigert vor dem Ostertag die Beichte und entscheidet sich für ein diesseitig orientiertes Leben.
Für den Erstdruck in den Ausgaben 10 bis 12 der Gartenlaube zensierte der Herausgeber Ernst Keil ohne Storms Wissen den gesellschaftlich heiklen Ausruf Annas, mit der sie auf die Frage ihres Vetters Rudolf nach der Vaterschaft reagierte, was den Verfasser sehr empörte. Wegen der angeblich unmoralischen Tendenz des Werkes lehnten Alexander Duncker und Heinrich Schindler eine Buchausgabe ab. Die erheblich veränderte Fassung konnte 1863 bei E. C. Brunn in Münster erscheinen. Bei keiner anderen Novelle griff Storm so häufig in den bereits gedruckten Text ein.
Die kritischen Passagen des Werkes hatten bereits vor der Veröffentlichung zu besorgten Erwägungen aus Adelskreisen geführt. So bat ihn die Frau des Landrats Alexander von Wussow noch während der Arbeit, „nichts gegen den Adel zu schreiben“. Wie er seinen Eltern am 9. Dezember 1861 mitteilte, wies Storm dies zurück. Er habe ihr erklären müssen, dass nach seinen „tiefsten Überzeugungen [...] Adel und Kirche“ die „zwei wesentlichen Hemmnisse einer durchgreifenden sittlichen Entwicklung unseres sowie anderer Völker“ seien. Auch seinem Sohn Hans gegenüber verteidigte er die Novelle.

## Hintergrund
Mit ihren sozial- und institutionskritischen Gedanken wurde die Novelle von einigen Verlegern zunächst mit Skepsis registriert und auch von der Literaturwissenschaft erst vergleichsweise spät entdeckt, vom Publikum aber begeistert aufgenommen. Heute zählt sie zu den Schlüsseltexten seiner mittleren Periode, indem sie einerseits die traditionsgebundene Alltagskultur des katholischen Eichsfeld, andererseits die preußische „Staatsideologie des Bündnisses von Thron und Altar“ beleuchtet. In ihr verknüpfte Storm zwei seiner wichtigen Themen: die Befreiung von dieser Bestimmung und das Spannungsverhältnis von Kontingenzbewältigung und Religionskritik. Storm selbst schätzte die Novelle und rechnete sie zu seinen persönlichsten und wichtigsten Arbeiten. So schrieb er Ludwig Pietsch, einige Passagen seien „so tief und bedeutend, wie“ er „nur je etwas geschrieben“ habe. Dass Storm das Werk so beurteilte, beruhte auch auf seiner Überzeugung, mit ihm die Postulate des poetischen Realismus verwirklicht zu haben. Es sei ihm gelungen, „einen wirklichen Lebensgehalt zum poetischen Ausdruck zu bringen“, eine Einschätzung, die Heinrich Detering teilt: Mit ihrer plastischen Detailtreue, die in ihrer Fülle doch integriert bleibe, bewege Storm sich „auf der Höhe seiner Fähigkeiten“.

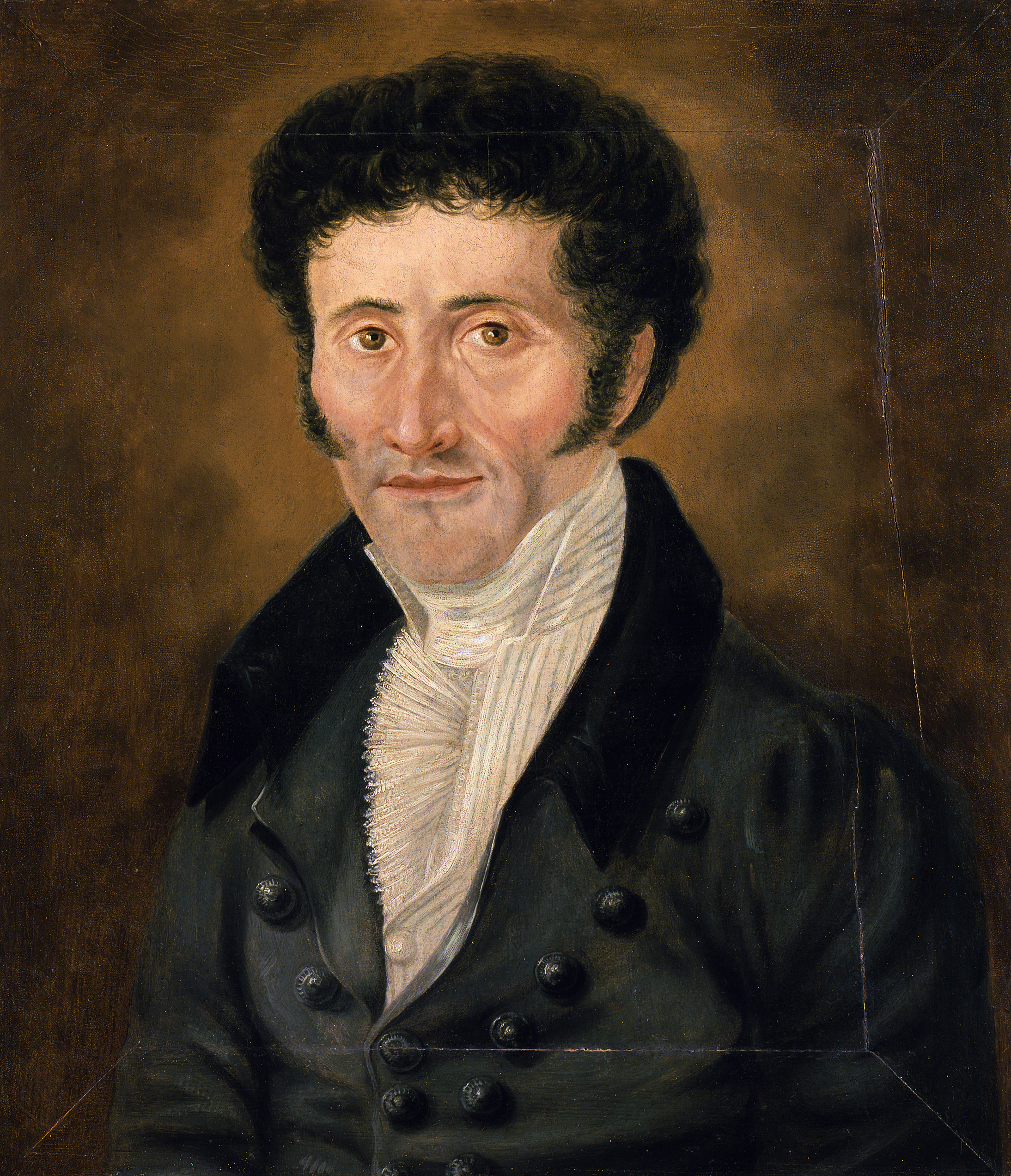
E. T. A. Hoffmann

Neben einer Textanalogie zu Storms eigener Novelle Immensee gibt es zahlreiche intertextuelle Bezüge zu E. T. A. Hoffmanns Novelle Das Majorat, in der es ebenfalls um den Verfall eines Schlosses und veränderte Wertvorstellungen geht. Storm schätzte Hoffmann sehr und hatte für seine umfangreiche Bibliothek fast alle seine Werke zusammengetragen. Der Einfluss des romantischen Dichterjuristen ist in einigen grotesken Figuren wie dem geizigen Pfandleiher in dem Kunstmärchen Bulemanns Haus oder dem verwachsenen Maler in der Novelle Eine Malerarbeit erkennbar. Seine Bewunderung wird auch am Ende der kurzen Erzählung Zwei Kuchenesser der alten Zeit aus den Zerstreuten Kapitel(n) deutlich und zeigt sich am Anfang des Erzählreigens Am Kamin, in dem die Punschbowle mit den Worten gepriesen wird, bei dem Trank habe „der selige Hoffmann seine Serapionsgeschichten“ erzählt. Unter den Erzählungen Hoffmanns sei ihm Das Majorat „fast das liebste, wegen seiner trefflichen Lokalfarbe und Naturstimmung und [...] des alten Justizrats V., gewiß die trefflichste Gestalt, die H in seinen Novellen gezeichnet.“ Werden in Storms Novelle die „verschollene(n) Menschen“ im Rittersaal auf unheimliche Weise lebendig und zeigt sich neben der Eingangstür das „Bild eines Ritters [...] mit dem bösen Gewissen“, dessen „Gesicht ganz mit Blut überlaufen war“, findet sich bei Hoffmann ein hoher Rittersaal mit vielen Bildern und Reliefs.
Die Erzählung steht konzeptuell in der Nähe der Erinnerungsnovellen, die für Storm typisch und hier auch hermeneutisch zu berücksichtigen sind. Anna schildert einen Großteil des Geschehens aus ihrer Erinnerung, die sie portionsweise ihren Notizen anvertraut und die sich in ihren Gedanken über ihr bisheriges Leben zeigt. Obwohl die rückblickende Perspektive nicht die alleinige Sicht auf die Vorgänge ist, dominiert sie doch weite Strecken der Darstellung. So wird die Erinnerung zum Gegenstand des Erzählens und wirft die Frage auf, wie zuverlässig sie ist, womit die erzählerischen Mittel selbst reflektiert werden.
So baut Storm an einer Stelle einen Hinweis auf Immensee ein, der im Gegensatz zum durchgehenden Bezug auf Hoffmanns Erzählung punktuell und auf die Person des Lehrers beschränkt bleibt. Arnold erwähnt den „Bienenhof“ und erzählt eine seltsame Geschichte, die mit ihrer romantischen Waldeinsamkeit und der wie verzaubert aussehenden, goldäugigen Eidechse märchenhaft erscheint und von Anna sowie dem skeptischen Oheim angezweifelt wird. Das dritte Kapitel (Im Walde) der früheren Novelle enthält eine Episode, in der die Kinder Elisabeth und Reinhard sich vergeblich bemühen, Erdbeeren zu finden. Sie durchwandern ein Tannengehölz, schlagen sich durch das dichte Gestrüpp und erreichen eine Lichtung, die ebenso einsam wirkt wie die von Arnold entdeckte. Indem sich das wirklich Erlebte mit Erdichtetem oder Angelesenem verbindet, wird die Realität rückblickend umgebaut und mit Märchenelementen bereichert.
In beiden Erzählungen zeigt sich in der Musik der hoffnungsvolle Ansatz, Klassenunterschiede zu überwinden. Wie im Majorat bindet sie auch „im Schloß“ die Liebenden aneinander und hilft den Protagonistinnen, ihre Melancholie und Einsamkeit zu bannen. Bei Storms Musikalität und musikalischer Prosa nimmt es nicht wunder, dass er sich in über 20 Novellen mit Fragen der Musik befasste und Szenen mit Konzerten und Hausmusik, Gesang und Musikunterricht einfließen ließ. Deutet in der Novelle Renate das Spiel des Organisten Georg Bruhn symbolisch auf den Kern der Novelle, führt die Probe eines Duetts die Protagonistin hier dazu, stufenweise eine moderne Weltsicht zu entwickeln und anfängliche Vorurteile abzulegen. Ein weiterer Berührungspunkt bildet die Wissenschaft, indem der geistige Austausch zwischen Anna und Arnold in seine Vorlesungen und Veröffentlichungen einfließt.

## Interpretationsansatz
Die Geschichte endet hoffnungsvoll. Mit ihrer standeswidrigen Liebe tritt Anna aus dem Schatten der Vergangenheit, deren drückende Last die Gemälde des Rittersaals versinnbildlichen. Dass sie damit das Tor in ein neues Zeitalter öffnet, verdeutlicht der letzte Satz der Novelle: Der Prügeljunge als Teil der mittelalterlichen Ständegesellschaft blickt auf die befreiten „Kinder“ einer anderen Epoche herab. Als Ausweg aus der Enge des Schlosses bietet sich für sie neben der Bildungsbürgerlichkeit des Lehrers auch die einfache Lebensweise der Landarbeiter an, die entfernt an die Haltung Tolstois erinnert.
In der Novelle stehen sich zwei Orte mit jeweils unterschiedlicher Bedeutung gegenüber. Das Schloss erscheint als Todesraum, der von den genealogischen Geistern der Geschichte erfüllt ist. Die lebensvolle Natur bildet den Gegenbereich, in dem Anna ihren Träumen nachgehen kann. So zieht sie sich mit ihrem Lesefutter bisweilen in die Höhen des „Laubschlosses“ zurück, ein von Blättern überwölbter Zufluchtsort in einem Baumwipfel. Ein weiterer Gegensatz, der quer zu dieser semantischen Raumordnung verläuft, zeigt sich in den unterschiedlichen Weltbetrachtungen, die in den Gesprächen aufeinanderprallen, wobei die Möglichkeiten der aufgeklärten Vernunft ausgelotet werden. Anna bindet sich an Märchen, Kunst und einen naiven Glauben, während ihr Oheim eine pessimistische, wissenschaftsbetonte Weltsicht vertritt. Betreibt er naturwissenschaftliche Studien und weist ihre Schwärmerei für das Kirchenlied Wie schön leuchtet der Morgenstern mit darwinistischen Belehrungen ab, liebt sie von klein auf Märchen und erinnert sich noch als Erwachsene an ihr kindliches Vertrauen in Gott, eine auf die Frühromantik zurückgehende Vorstellung, die Gottesnähe mit dem Kindsein zu verbinden.
Die bisweilen schmerzhaften Diskussionen mit Arnold und dem Oheim, der Anna grausige Details der Natur präsentiert, konfrontieren sie mit der Wahrheitsfrage, wodurch sie schrittweise lernt, die Welträtsel mittels ihres Verstandes zu lösen, anstatt sie als geoffenbarte Wahrheiten passiv hinzunehmen.
Programmatischer als im bisherigen Werk Storms scheint die Novelle rationale wie irrationale Momente verknüpfen zu wollen, eine Integration, die sich aus der Kritik des Christentums wie der bloß materialistischen Naturbetrachtung ableitet. Die von Arnold mit deistischen Wendungen angestoßene Gottesverehrung Annas ist nun „bescheidener“ und erinnert an Ludwig Feuerbach und den Monismus im Sinne Ernst Haeckels.
Bei dem märchenhaft anmutenden und glücklichen Ende der Novelle sollte nicht vergessen werden, dass die erhoffte Seligkeit von einer noch offenen Zukunft abhängt und die Gewissheit der Formel „Und sie lebten glücklich bis an das Ende ihrer Tage“ nicht gegeben ist. Es bleibt auch für den Leser unklar, ob sich die gemeinsamen Pläne von Anna, Arnold und dem Oheim verwirklichen lassen.